# Alcis glabraria
Alcis glabraria är en fjärilsart som beskrevs av Jacob Hübner 1799. Alcis glabraria ingår i släktet Alcis och familjen mätare. Inga underarter finns listade i Catalogue of Life.